# Keude Aceh (Idi Rayeuk)
Keude Aceh is een bestuurslaag in het regentschap Aceh Timur van de provincie Atjeh, Indonesië. Keude Aceh telt 849 inwoners (volkstelling 2010).